# 保加利亞足球乙級聯賽
保加利亞足球乙級聯賽是保加利亞的第二級別足球聯賽，僅次於保加利亞足球甲級聯賽。由保加利亞足球聯盟管理運營。加利亞足球乙級聯賽創建於1950年，共有16支球隊參加比賽。每個賽季的後四名需要降級，前兩名則可以升級至保加利亞足球甲級聯賽。